# Friedrich von Sachsen-Weimar (1596–1622)
Friedrich von Sachsen-Weimar (* 1. März 1596 in Altenburg; † 29. August 1622 bei Fleurus, Belgien) war ein ernestinischer Prinz und Obrist im Dreißigjährigen Krieg.

## Leben
Herzog Friedrich ist der Sohn von Johann von Sachsen-Weimar und dessen Ehefrau Dorothea Maria von Anhalt, einer Schwester von Fürst Ludwig I. von Anhalt-Köthen. Die nachmaligen Herzöge Johann Ernst d. J. von Sachsen-Weimar, Wilhelm IV. von Sachsen-Weimar, Albrecht von Sachsen-Eisenach, Johann Friedrich von Sachsen-Weimar, Ernst I. von Sachsen-Gotha und  Bernhard von Sachsen-Weimar sind seine Brüder.
Mit seinem älteren Bruder Herzog Johann Ernst d. J. bekommt er seinen ersten Unterricht durch den Hauslehrer und Hofmeister Friedrich von Kospoth. Er studiert wie sein Bruder Johann Ernst d. J. auch an der Universität Jena unter der Aufsicht des Kammerherrn Caspar von Teutleben und des Präzeptors Friedrich Hortleder.
Am 24. August 1617 wird auf Schloss Hornstein (jetzt Wilhelmsburg) die Fruchtbringende Gesellschaft gegründet. Als Gründungsmitglied wird ihm durch Fürst Ludwig I. von Anhalt-Köthen der Gesellschaftsname der Hoffende und als Devise es soll noch werden verliehen. Als Emblem wird ihm eine halbreife Kirsche, an dem Baum hangende zugedacht. Im Köthener Gesellschaftsbuch findet sich Herzog Friedrichs Eintrag unter der Nr. 4.

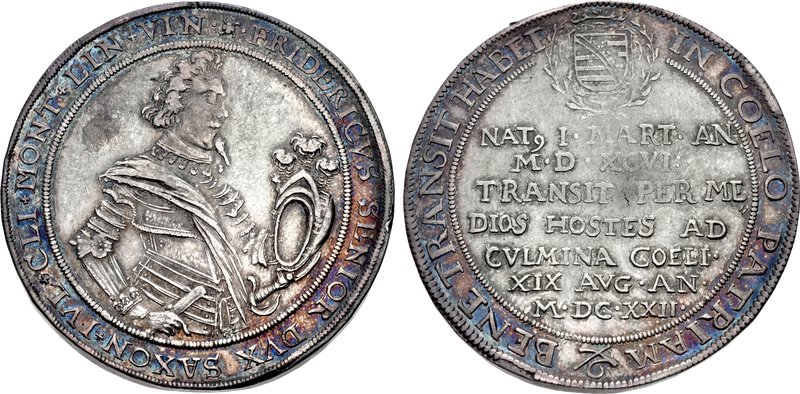
Johann Ernst und seine sechs Brüder ließen den Sterbetaler Friedrichs 1622 prägen.

Wenige Wochen später startet Herzog Friedrich seine Grand Tour 1617. Diese führt ihn durch Frankreich nach Großbritannien und zurück durch die Niederlande. 1619 kehrt er wieder nach Hause zurück.
Zusammen mit seinen Brüdern, den Herzögen Johann Ernst d. J., Wilhelm IV. und Johann Friedrich kämpft auch Herzog Friedrich auf protestantischer Seite im Böhmischen Krieg.
Unter Graf Ernst von Mansfeld dient er als Obrist. Im Regiment von Christian von Halberstadt versucht er im Jahr 1622 in der Schlacht bei Fleurus die Blockade der spanischen Truppen zu durchbrechen und wird dabei tödlich verwundet.
Am nächsten Tag starb Herzog Friedrich im Alter von 26 Jahren am 29. August 1622 bei Fleury.